# Jimmy Forrest
Jimmy Forrest (St. Louis, 24 januari 1920 - Grand Rapids, 26 augustus 1980) was een Amerikaanse jazzsaxofonist (tenorsaxofoon), die onder meer speelde in de orkesten van Duke Ellington en Count Basie. In de jaren vijftig had hij verschillende hits, zoals 'Night Train'.
Forrest speelde op jonge leeftijd met pianist Eddie Johnson, bandleider op stoomschepen Fate Marable en de Jeter-Pillars Orchestra. In 1938 toerde hij met Don Albert en van 1940 tot 1942 werkte hij in het orkest van Jay McShann. Daarna was hij zes jaar actief bij het orkest van Andy Kirk. In 1949 sloot hij zich aan bij de band van Duke Ellington, waar hij Ben Webster verving. Hij speelde hier relatief kort.
In 1952 had hij een solo-hit met 'Night Train', ontleend aan een deel van de Ellington-song 'Happy Go Lucky Local'. Hij speelde hierop een klassieke tenorsolo. Het nummer haalde in Amerika de eerste plaats in de R & B-hitlijsten. Daarna had hits met 'Hey Mrs. Jones' en 'Bolo Blues'. Na zijn solocarrière speelde hij in een groep van Harry 'Sweets' Edison (1958-1963), in het orkest van Count Basie (waar hij solist was, 1972-1977) en met Al Grey, met wie hij tot zijn dood een groep had.

## Discografie
- Night Train, United, 1951
- All the Gin is Gone, Delmark, 1959
- Forrest Fire, New Jazz, 1960
- Out of the Forrest, Prestige, 1961
- Sit Down and Relax with Jimmy Forrest, Prestige, 1961
- Most Much!, Prestige, 1961
- Soul Street, New Jazz, 1962
- Black Forrest, Delmark, 1972
- Heart of the Forrest, Palo Alto, 1982
- O.D. (Out 'Dere) Greyforrest, 1980
- Live at the Barrel (live-opname met Miles Davis, 1952), Prestige, 1983

- Bibsys: 2137117
- Biblioteca Nacional de España: XX1532247
- Bibliothèque nationale de France: cb139995952 (data)
- CiNii: DA16833810
- Gemeinsame Normdatei: 134842944
- International Standard Name Identifier: 0000 0000 5933 644X
- Library of Congress Control Number: no91009721
- MusicBrainz: 4e1f405d-1a77-4e67-8523-6dd16d8c2b18
- Nationale Bibliotheek van Tsjechië: ola2002159325
- Nederlandse Thesaurus van Auteursnamen: 097719528
- SNAC: w6zb3x25
- Système universitaire de documentation: 156870940
- Virtual International Authority File: 2667173
- WorldCat: E39PBJjt8C3yqchMWcphPxG4MP